# 马克斯·伦德施密特
马克斯·伦德施密特（德語：Max Rendschmidt，1993年12月12日—），德国男子皮划艇运动员。他曾代表德国参加2016年和2020年夏季奥林匹克运动会皮划艇比赛，获得三枚金牌。